# Immeuble Igumanov
L'immeuble Igumanov (en serbe cyrillique : Игуманова палата ; en serbe latin : Igumanova palata) est situé à Belgrade, la capitale de la Serbie, dans la municipalité urbaine de Stari grad. Construit en 1938, il est inscrit sur la liste des biens culturels de la Ville de Belgrade.

## Présentation
Palais d'Igumanov, situé 31 Terazije, a été achevé en 1938, d'après des plans de Petar et Branko Krstić ; il est caractéristique du style moderne. Sur le fronton de la façade est inscrit le texte suivant : « Fondation de Sima Andrejević Igumanov Prizrenac » ; Sima Andrejević Igumanov (1804-1883) était un riche marchand qui, en 1872, ouvrit à Prizren une école de Théologie.
L'immeuble Igumanov est une des œuvres les plus importantes des frères Petar et Branko Krstić et l'un des édifices qui marque la transition entre l'architecture académique traditionnelle et le concept de modernisme. Il a été conçu comme une version moderne du style serbo-byzantin, avec de larges arcades au rez-de-chaussée, des façades à la verticalité accentuée et des ouvertures allongées qui rythment la façade. Ce motif de la fenêtre allongée, originellement serbo-byzantin, est accentué à l'angle du bâtiment qui forme la façade principale. L'aspect moderne est dû à la couverture de marbre de la façade, à une série de fenêtres rectangulaires et d'avant-toits surplombant le rez-de-chaussée. Une sculpture de Sima Igumanov avec des orphelins, œuvre de Lojze Dolinar, se dresse au-dessus de l'édifice.